# Берингия

Уровень моря с 21 000 лет назад до наших дней

Берингия — биогеографическая область и палеогеографическая страна, связывавшая северо-восточную Азию и северо-западную Северную Америку (Берингийский сектор Голарктики) в четвертичном периоде, во время глобальных оледенений. В настоящее время распространяется на территории, окружающей Берингов пролив, Чукотское и Берингово моря. Включает в себя часть Чукотки и Камчатки в России, а также Аляски в США. В историческом контексте она также включала в себя сухопутный Берингов или Берингийский перешеек, неоднократно соединявший Евразию и Северную Америку в единый суперконтинент.
Термин Берингия для перешейка был предложен в 1937 году шведским ботаником и географом Эриком Хультеном.

## Описание
Изучение древних отложений на дне моря и по обе стороны Берингова пролива показало, что за последние 3 млн лет территория Берингии поднималась и вновь уходила под воду, по крайней мере, шесть раз. Каждый раз, когда два материка соединялись, из Старого света в Новый и обратно происходила миграция животных.
Берингийский сухопутный мост в последний раз существовал в период от 30 до 11 тыс. лет назад и представлял собой обширную область континентального шельфа, выступавшую над морской поверхностью или скрывавшуюся под ней вследствие циклических изменений уровня Мирового океана. На протяжении этого периода, путь из Аляски на юг, в остальную Америку не всё время оставался открытым. Двумя тысячелетиями позже возникновения последней Берингии, на Аляске сомкнулись два гигантских ледника — Лаврентийский и Кордильерский, воздвигшие непреодолимый барьер. Наиболее благоприятные условия для миграции фауны, людей и животных создались 14 тыс. лет назад, когда по так называемому безлёдному коридору Маккензи лежал путь на юг шириной до 100 км и протяжённостью около 2000 км.
Ландшафт Берингии представлял собой холодные высокопродуктивные тундростепи с островками кустарника и березняка на поймах рек. Так же как и мамонтовая фауна тундростепей, не имеют современных аналогов пресноводные сообщества водоёмов плейстоценовой Берингии, что выявил анализ видового состава ракообразных, найденных в намёрзших осадках на черепе мумии мамонтёнка Юки и характерных для небольших пресноводных прудов и маленьких озёр с застойной водой в засушливых районах Евразии, таких как Казахстан и Монголия.

Растения восточной Берингии (Аляска и Юкон) ок. 15000 – 11500 лет назад
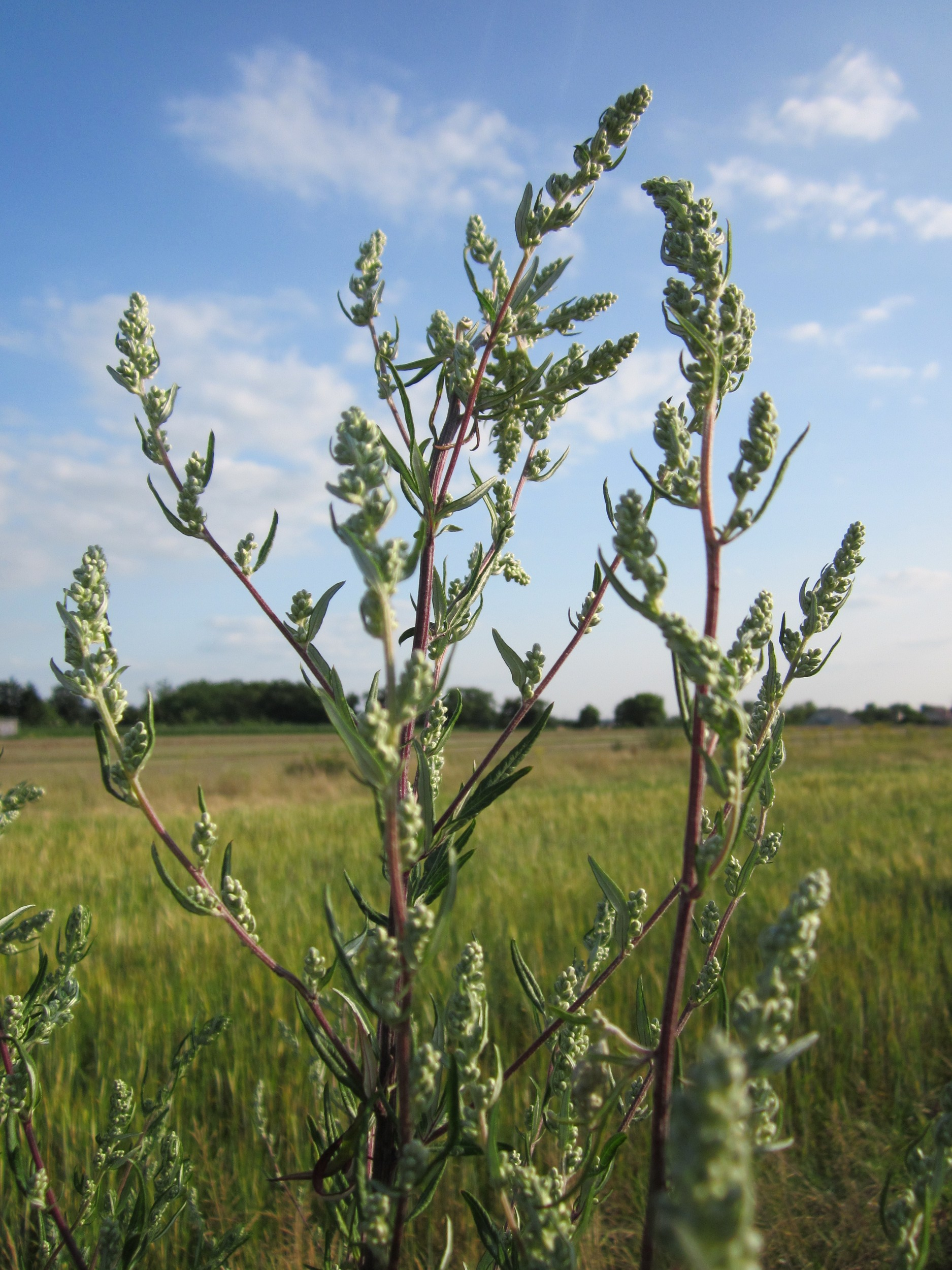
Полынь
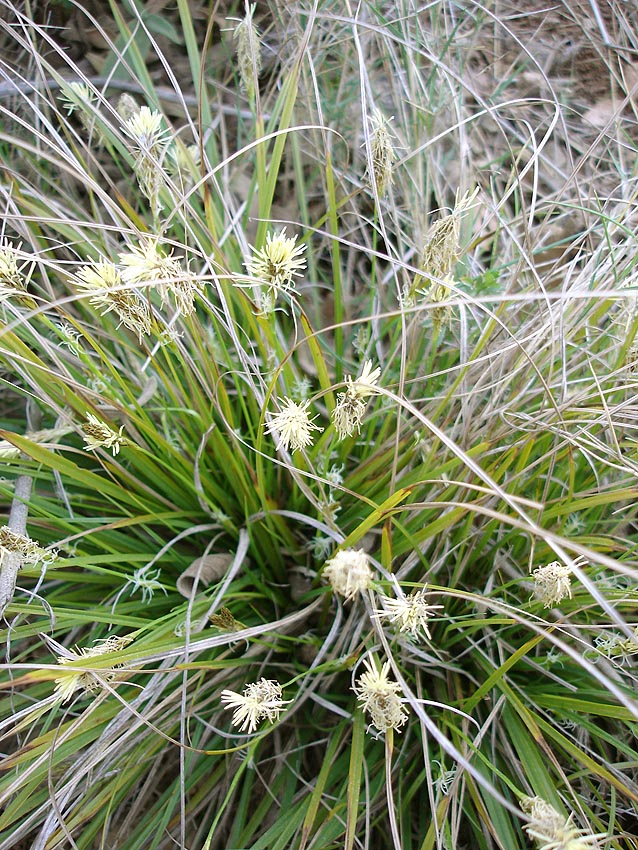
Осоковые
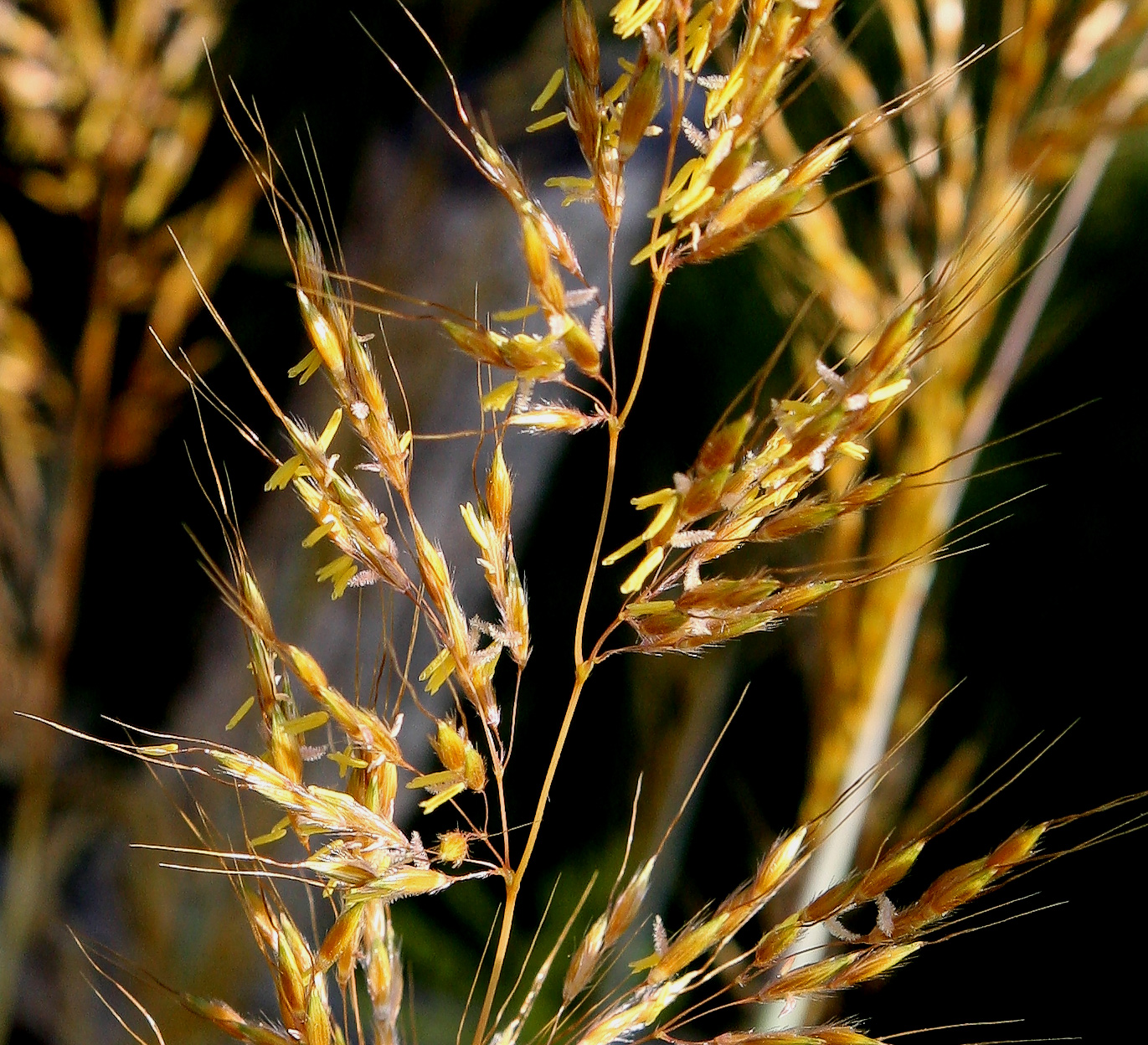
Злаки
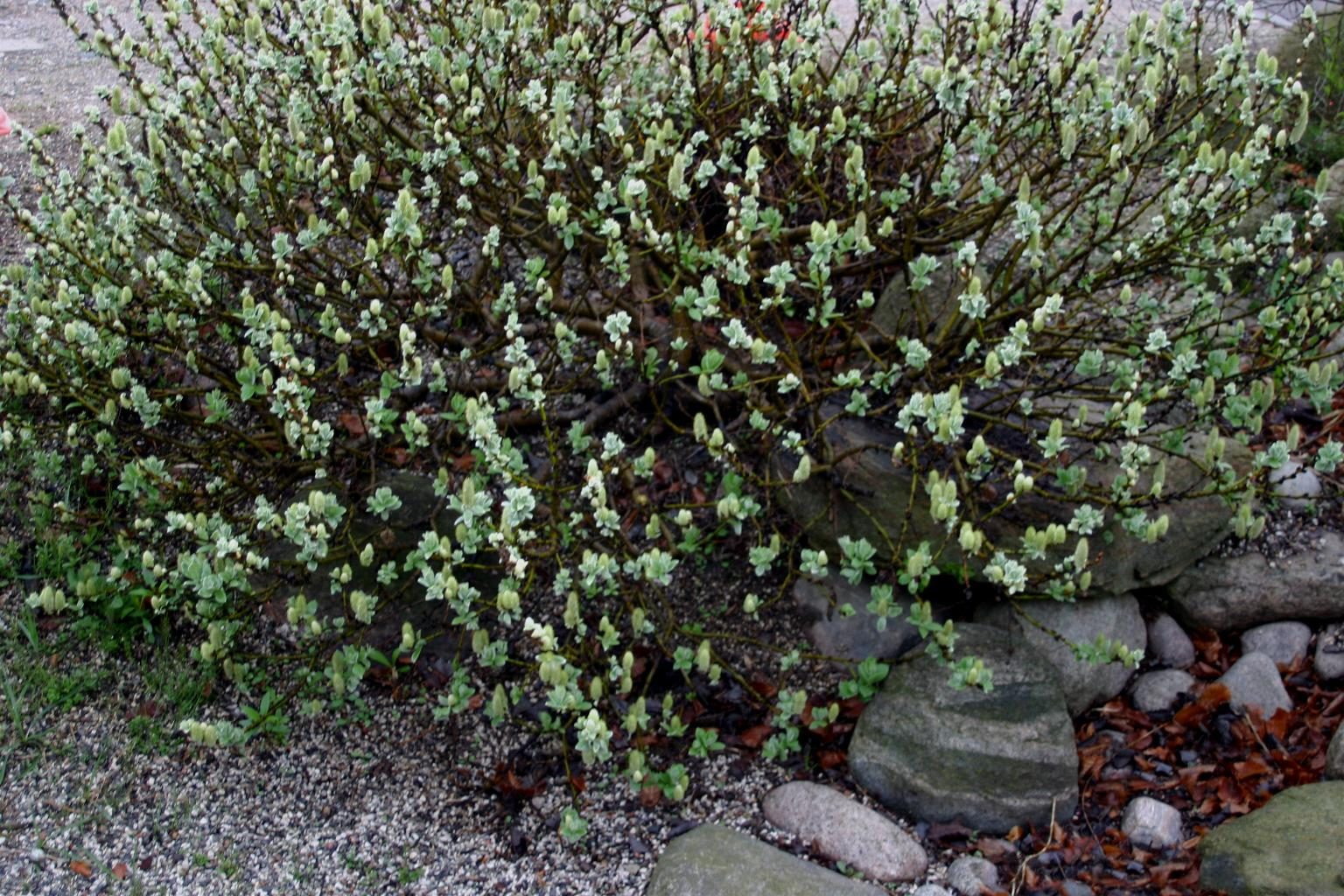
Ива мохнатая

## Миграция по Берингии
В XX веке, до развития методов палеогенетики, предполагалось, что те первобытные люди, которые успели перейти из Азии в Америку, стали предками некоторых нынешних народов, обитающих на американском континенте, в частности тлинкитов и огнеземельцев. При этом, на основе артефактов материальной культуры, считалось, что переселение из Азии шло несколькими волнами. Однако результаты последних генетических исследований показали, что все индейские народы произошли от одной волны переселенцев из Южной Сибири, численностью не более 5000 человек, перебравшихся из Чукотки на Аляску по сухопутному Берингову перешейку около 20 — 25 тыс. лет назад. По некоторым оценкам, их было всего лишь 70 индивидуумов. Около 11 тыс. лет назад, в результате потепления, таяния ледников и поднятия уровня мирового океана, на месте перешейка образовался современный Берингов пролив, и жители Америки оказались изолированы от Азии. Тем не менее, заселение Америки происходило и позже, но уже морским путём или по льду (эскимосы, алеуты, заселившие арктическое побережье Северной Америки).
Палеогенетики, исследовавшие геном девочки, жившей в долине Танана ок. 11,5 тыс. лет назад, также подтвердили, что предки всех американских индейцев одной волной переселились с Чукотки на Аляску в позднем плейстоцене ок. 20—25 тыс. лет назад. Около 17 тыс. лет назад, в результате таяния Кордильерского ледникового щита, вдоль тихоокеанского побережья Аляски образовался проход, по которому люди смогли мигрировать на юг. Между 17 и 14 тыс. лет назад произошло их разделение на северную и южную группы палеоиндейцев, из которых сформировались народы, заселившие Северную и Южную Америки. Находки в Висконсине и на юге Чили указывают, что 14,6 тыс. лет назад обе Америки уже были заселены. Наиболее ранней известной культурой палеоиндейцев Северной Америки сейчас считается культура Кловис, появившаяся около 13,5 тыс. лет назад.
Ранее предполагали, что на территории Северной Америки к концу плейстоцена (11,7—10 тыс. лет назад) относятся три различные культурные традиции: ненана, денали и палеоиндейская.
Культура ненана. Характеризуется наконечниками чиндадн каплевидной формы. Согласно находкам из неплохо сохранившейся стоянки Сломанный Мамонт, представители этой культуры охотились на бизонов, лосей, благородного и северного оленей, ловили рыбу и птиц. Считалось, что инвентарное сходство культур ненана и Кловис на основной территории Северной Америки указывает, что эта группа населения была предком палеоиндейцев.
Культура денали характеризуется листовидным остриём, двусторонне обработанными ножами, резцами, скребками. Облик каменных орудий денали имеет сходство с азиатской культурой дюктайских памятников Алдана. На этом основании считалось, что денали стала второй волной миграции из Сибири. Но более поздние археологические и палеогенетические исследования опровергли это предположение.
Основной памятник палеоиндейской культуры — стоянка Мейза в арктической части Аляски — расположен на скальном останце, возвышающемся над равниной, как наблюдательный пункт охотников. Наконечники Мейзы аналогичны орудиям, применявшимся палеоиндейцами на западе США, отчего неясно — зародилась ли традиция изготавливать метательные наконечники на Аляске, или некая группа палеоиндейцев проникла на север с основной территории Северной Америки.